# Mișcarea Islamică din Uzbekistan
Mișcarea Islamică din Uzbekistan (MIU, uzbecă Ўзбекистон Исломий Ҳаракати/O'zbekiston islomiy harakati) este o organizație islamistă, înființată în anul 1996 de către foști membri din rândurile partidelor și mișcărilor politice interzise în Uzbekistan, dintre care: «Адолат уюшмаси» («Societatea Justiției»), Partidul Islamic al Renașterii, Partidul Islamic din Turkestan, «Ислом Лашкорлари» («Războinicii Islamului»), etc. Liderul politic al mișcării a fost Tahir Yuldașev, iar liderul militar Jumma Kasimov (cunoscut și sub numele de Jumma Namangani). În data de 4 februarie 2003, Curtea Supremă de Justiție a Federației Ruse a declarat gruparea "organizație teroristă" și i-a interzis activitatea pe teritoriul Federației Ruse.
MIU este considerată "organizație teroristă" în multe state ale lumii, printre care Federația Rusă și Statele Unite ale Americii.
Activitatea MIU este urmărită de către autoritățile din Uzbekistan. Acesta este motivul pentru care majoritatea conducătorilor și a celorlalți membri traiesc în emigrație. Sediul grupării, de dinainte de operațiunea contra terorismului, se afla în Kandahar. (Afganistan)
Mulți dintre membrii MIU au participat în războiul civil din Tadjikistan de partea Opoziției Unite Tadjikă (OUT). În timpul procesului de reglementare internă dinTadjikistan, comandanții MIU au refuzat să ducă la îndeplinire condițiile acordului semnat între guvern și Opoziția Unită Tadjikă. În august 1999, unitățile MIU (cu un efectiv de 1000 de oameni) au invadat teritorii începând cu Nordul Tadjikistanului până în regiunile sudice ale Kîrgâstanului (evenimentele de la Batken). În luna octombrie a aceluiași an trupele Mișcării au părăsit aceste teritorii.
În perioada operațiunii contra terorismului din Afganistan, membrii MIU au luat parte la acțiunile de rezistență împotriva forțelor internaționale. În timpul bombardamentelor din noiembrie 2001 a avut loc decesul liderului military al mișcării, Juma Hodjiev (Namangani).